# Dual (álbum de Alex Zurdo y Gabriel EMC)
Dual (estilizado como DUAL) es un álbum de estudio colaborativo entre los cantantes puertorriqueños Alex Zurdo y Gabriel EMC.
El álbum se caracteriza por el estilo clásico de ambos artistas, destacando ritmos como reguetón, trap, pop y balada. Asimismo el 1 de noviembre de 2024, el álbum se presentó junto al sencillo «Relevo».
Se desprenden del mismo, algunos sencillos como «Algoritmo» y «ChatGPT» entre otros.

## Lanzamiento
Después de varios exitosos sencillos conjuntos, entre ellos “La pasajera” y “Lo que se va”, y una química musical innegable, Gabriel EMC y Alex Zurdo decidieron hacer una producción elaborada. 
En entrevista con Billboard Español, ambos contaron que el proyecto surgió después de cinco días en un campamento de composición en Aguadilla, Puerto Rico, en el que seleccionaron las 10 canciones del álbum.
En este espacio, Alex Zurdo y Gabriel EMC desglosaron cinco canciones esenciales de su álbum DUAL, siendo estas composiciones Chat GPT, Identidad, Jake Paul, Relevo y Dejame un rato.

## Lista de canciones
| N.º | Título                   | Productor(es)        | Duración |  |
| 1.  | «Él me ama»              | Obrinn               | 3:48     |  |
| 2.  | «Jake Paul»              | Obrinn               | 2:27     |  |
| 3.  | «Por lo menos»           | Mirai, Ritmo         | 3:23     |  |
| 4.  | «Déjame un rato»         | Obrinn, Ritmo        | 3:25     |  |
| 5.  | «Chat GPT»               | Mirai, Kaldtronik    | 3:33     |  |
| 6.  | «Relevo»                 | Marcos Sanchez       | 3:19     |  |
| 7.  | «Algoritmo»              | Mirai, Obrinn, Ritmo | 3:28     |  |
| 8.  | «Abrázame»               | Mirai                | 4:45     |  |
| 9.  | «Relevo» (Versión Salsa) | Jessie Caraballo     | 4:16     |  |
| 10. | «Identidad»              | Obrinn               | 2:42     |  |